# 秋田銘醸
秋田銘醸株式会社（あきためいじょう）は、秋田県湯沢市にある酒類製造会社である。
日本酒銘柄『美酒 爛漫』（びしゅ らんまん）の醸造元として知られる。

## 沿革
大正時代中期、東京をはじめとする大都市圏へ秋田県産清酒の販路を拡大するため、日本酒の量産体制を整える目的で、秋田県内の主要な清酒蔵元や地元財界の出資によって設立された。通常の地方酒蔵とは異なる戦略的事情によって、当初から清酒量産・拡販を念頭に設立された企業で、東北地方でも大規模な酒造会社の一つである。このいきさつから、設立後も多くの地酒蔵元を合併してきた。
後に独立した清酒メーカーとなり、2001年（平成13年）にオエノングループ入りした秋田県醗酵工業は、1945年（昭和20年）に県内酒造会社合同のアルコール供給メーカーとして設立された当初、秋田銘醸内に開設された。これは上述の、地元既存酒蔵出資の合同企業という秋田銘醸の設立経緯による。
- 1922年（大正11年）4月28日 - 『秋田銘醸株式会社』設立。ブランド「爛漫」は設立時に公募で決定された。
- 1940年（昭和15年）8月30日 - 「渡辺醸造合資会社」と合併。
- 1942年（昭和17年）10月7日 - 「羽後酒造」に出資。
- 1956年（昭和31年）1月27日 - 「二ツ井酒造合資会社」に出資（経営参加）。
- 1957年（昭和32年）12月4日 - 「高橋勇吉酒造店」(酒銘:峰廼旭（みねのあさひ）)買収。第二工場にする。
- 1968年（昭和43年）7月20日 - 「二ツ井酒造合資会社」と合併。

## 商品

### 日本酒

#### 大吟醸酒
- 大吟醸牡丹 720ml
- 大吟醸牡丹 180ml
- 純米大吟醸唐獅子 720ml
- 純米大吟醸唐獅子 180ml

#### 吟醸酒
- かおりらんまん 純米吟醸720ml
- かおりらんまん 純米吟醸1.8L
- みちのく吟醸 花爛漫 720ml
- みちのく吟醸 花爛漫 1.8L

#### 純米酒
- 純米ふなおろし 720ml
- 純米ふなおろし 300ml
- 純米ふなおろし 200ml
- 純米まなぐ凧 1.8L
- 純米まなぐ凧 720ml
- 特別純米酒 1.8L
- 特別純米酒 720ml
- 純米まなぐ凧 300ml
- 純米まなぐ凧 180ml

#### 本醸造酒
- 本醸造 1.8L
- 本醸造辛口 1.8L
- 飛切上等本醸造パック 1.8L
- 本醸造 飛切カップ 200ml

#### 普通酒
- 普通酒 1.8L
- 美酒パック 1.8L
- 美酒パック 900ml
- 普通酒辛口 1.8L
- 普通酒 720ml
- 普通酒 300ml
- らんまんカップ 200ml
- 美酒カップ 180ml

### 乙類焼酎
- 本格焼酎 琥珀の泉 720ml
- 純⽶焼酎 みちのく酒屋流儀 720ml
- 本格焼酎 杉の精 720ml
- ⻑期熟成本格焼酎「無疆爛漫」720ml
- カストリ焼酎 720ml
- カストリ焼酎 1.8L

## 受賞歴
全国新酒鑑評会
平成14酒造年 - 29酒造年
- 「爛漫」金賞受賞 - 平成29年受賞

## 提供番組
- らんまんラジオ寄席（TBSラジオほか）：ナイターオフシーズン（10月 - 翌年3月の間）にて放送されていた。
- スーパーJチャンネル（テレビ朝日）
- その他、地元秋田をはじめ東北地方の民放でもスポットや提供番組の中でCMが流れる。
- 過去には秋田テレビのプロ野球中継直前情報やテレビ朝日の大相撲ダイジェストの提供でもあった。